# Anthony Zerbe
Anthony Zerbe (* 20. května 1936 Long Beach, Kalifornie) je americký herec.
Vystudoval Pomona College, kde promoval v roce 1958, poté do roku 1961 sloužil v United States Air Force. V televizi debutoval v roce 1963 epizodní rolí v seriálu Naked City, mezi další seriály, kde v různé míře během celé své kariéry účinkoval, patří např. Mission: Impossible, Gunsmoke, Hawaii Five-O, Columbo, Kung Fu, Dynastie, Mladí jezdci, To je vražda, napsala, Walker, Texas Ranger či Frasier. Za roli v seriálu Harry O získal v roce 1976 cenu Emmy. Ve filmu se poprvé objevil v roce 1967, jednalo se o krimi Frajer Luke. Mezi jeho nejznámější celovečerní snímky patří např. The Omega Man, Povolení zabíjet a Nový začátek, kromě toho hrál např. ve filmech Mrtvá zóna, Star Trek: Vzpoura, Matrix Reloaded či Matrix Revolutions.
Od roku 1962 je ženatý s herečkou Arnette Jensovou, sestrou Salome Jensové.